# Fear of the Dark
Fear of the Dark je deváté studiové album britské heavy metalové kapely Iron Maiden. Jde o poslední album kapely před odchodem zpěváka Bruce Dickinsona. Album bylo vydáno 11. května 1992 a umístilo se na druhém místě britského žebříčku.
Z alba vzešly dva singly. Singl Be Quick or Be Dead vyšel 23. dubna 1992 a umístil se na 2. místě žebříčku. Singl From Here To Eternity vyšel 29. června 1992 a umístil se na 21. místě žebříčku.
Kapela v současnosti hraje na koncertech většinou pouze jednu píseň z tohoto alba. Touto písní je titulní skladba Fear Of The Dark, která vzešla jako singl z dvojalba A Real Live/Dead One.

## Seznam skladeb
Pokud není uvedeno jinak, autorem všech skladeb je Steve Harris.
| Pořadí | Název                     | Autor                        | Délka |
| ------ | ------------------------- | ---------------------------- | ----- |
| 1.     | Be Quick or Be Dead       | Bruce Dickinson, Janick Gers | 3:24  |
| 2.     | From Here to Eternity     |                              | 3:38  |
| 3.     | Afraid to Shoot Strangers |                              | 6:56  |
| 4.     | Fear Is the Key           | Dickinson, Gers              | 5:35  |
| 5.     | Childhood's End           |                              | 4:40  |
| 6.     | Wasting Love              | Dickinson, Gers              | 5:50  |
| 7.     | The Fugitive              |                              | 4:54  |
| 8.     | Chains of Misery          | Dave Murray, Dickinson       | 3:37  |
| 9.     | The Apparition            | Gers                         | 3:54  |
| 10.    | Judas Be My Guide         | Dickinson, Murray            | 3:08  |
| 11.    | Weekend Warrior           | Gers                         | 5:39  |
| 12.    | Fear of the Dark          |                              | 7:18  |

## Bonusové skladby na znovuvydání z r. 1995
1. "Nodding Donkey Blues"
2. "Space Station #5"
3. "I Can't See My Feeling"
4. "Roll Over Vic Vella"
5. "No Prayer For The Dying (živě)"
6. "Public Enema Number One (živě)"
7. "Hooks In You (live)"

## Sestava
- Bruce Dickinson – zpěv
- Dave Murray – kytara
- Janick Gers – kytara
- Steve Harris – baskytara, doprovodný zpěv
- Nicko McBrain – bicí

- Michael Kenney - klávesy